# Cervonîi Tașlîk, Novoukraiinka
Cervonîi Tașlîk (în ucraineană Червоний Ташлик) este un sat în comuna Rivne din raionul Novoukraiinka, regiunea Kirovohrad, Ucraina.

## Demografie
Componența lingvistică a localității Cervonîi Tașlîk
     Ucraineană (73,91%)
     Română (26,09%)
Conform recensământului din 2001, majoritatea populației localității Cervonîi Tașlîk era vorbitoare de ucraineană (73,91%), existând în minoritate și vorbitori de română (26,09%).